# L'ultima battuta
L'ultima battuta (Punchline) è un film statunitense del 1988 scritto e diretto da David Seltzer.

## Trama
Lilah è una casalinga del New Jersey; nonostante abbia tre figli, avverte che il suo matrimonio si sta logorando.